# Cyfrowe przetwarzanie dźwięku

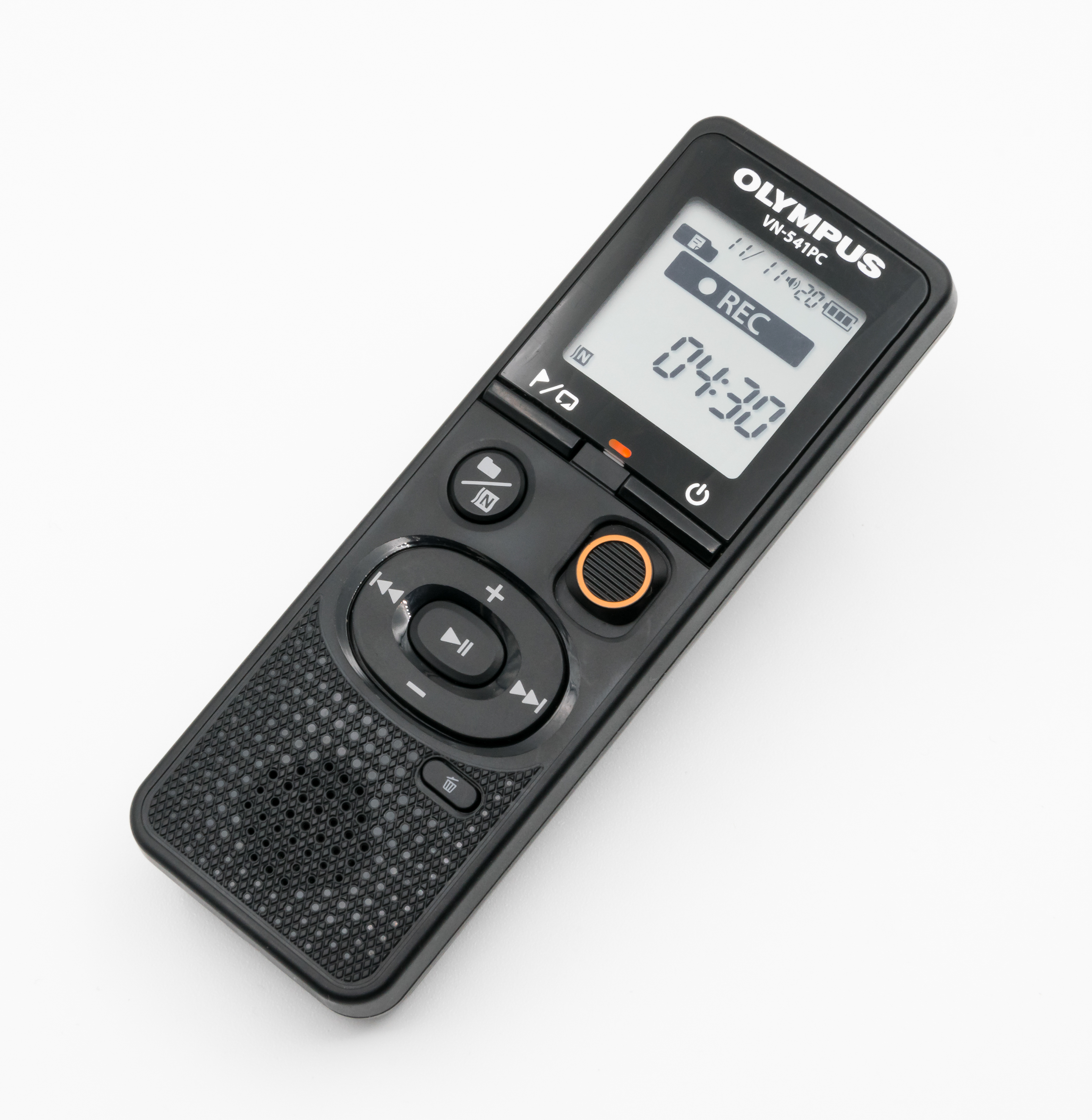
Cyfrowy dyktafon Olympus VN-541PC

Cyfrowe przetwarzanie dźwięku – dział cyfrowego przetwarzania sygnałów dotyczący przetwarzania sygnałów fonicznych w postaci cyfrowej. Obejmuje w szczególności:
- poprawę jakości sygnału (usuwanie zakłóceń oraz zniekształceń, czyli zastosowanie filtrów),
- zmianę reprezentacji sygnału (np. konwersję częstotliwości próbkowania, zmianę rozdzielczości bitowej),
- dostosowywanie parametrów sygnału do określonych zastosowań (korekcję barwy dźwięku, normalizację, kompresję dynamiki),
- wytwarzanie efektów specjalnych (np. pogłos, chorus, flanger),
- kompresję danych.

Cyfrowe przetwarzanie dźwięku rozwinęło się od lat 70., gdzie ze względu na ograniczoną moc maszyn cyfrowych konieczne było przetwarzanie wsadowe danych cyfrowych reprezentujących dźwięk, zapisywanych na nośnikach magnetycznych i mechanicznych. Obecnie cyfrowe przetwarzanie dźwięku może odbywać się zarówno wsadowo, jak i w czasie rzeczywistym, za pomocą dedykowanych urządzeń (procesorów sygnału – DSP), jak i specjalistycznego oprogramowania uruchamianego na mikrokomputerach ogólnego przeznaczenia.

## Zastosowania
Jednymi z popularniejszych zastosowań cyfrowego przetwarzania dźwięku są zastosowania studyjne przy rejestracji oraz obróbce nagrań muzycznych. W latach 90. nastąpiła integracja sekwencerów z programami DSP, którą zapoczątkował komputer Atari Falcon 030 (w 1992 r.), na którym wydana została nowa edycja sztandarowego programu Cubase firmy Steinberg Media Technologies – Cubase Audio. Innymi programami prezentującymi takie tendencje są m.in. Adobe Audition (wcześniej CoolEdit) oraz ProTools.

## Urządzenia
Urządzenia wykorzystywane do cyfrowego przetwarzania dźwięku:
- uniwersalne (programowalne) procesory sygnałowe,
- procesory sygnałowe przeznaczone do wykonywania określonej funkcji.

Urządzenia do zapisu i archiwizacji sygnału
- magnetofony DAT
- magnetofony wielościeżkowe,
- rejestratory dyskowe,
- rejestratory z pamięcią flash,
- nośniki optyczne jak CD, CD-R/RW, DVD-R/RW oraz SACD.